# Flaming Carrot
Flaming Carrot est un super-héros parodique créé par Bob Burden en 1979.

## Historique
Flaming Carrot apparaît en 1979 dans le premier numéro d'un comics intitulé Visions et distribué dans la région d'Atlanta. Il revient ensuite en 1981 dans un comics à son nom mais celui-ci ne connaît qu'un numéro. C'est en 1984 qu'il est publié régulièrement dans un comics en noir et blanc. La série est éditée par différents éditeurs au cours des années,,.

## Biographie
Flaming Carrot n'a pas de super-pouvoirs. L'homme qui a endossé cette identité l'a fait après avoir lu 5 000 comics à la suite. Il porte un masque géant de carotte surmonté d'une petite flamme, est toujours vêtu d'une chemise blanche et d'un pantalon rouge et porte aux pieds des palmes de plongée. Décidé à protéger les faibles, il combat des super-vilains aussi étranges que lui.